# Italia en los Juegos Olímpicos de Garmisch-Partenkirchen 1936
Italia estuvo representada en los Juegos Olímpicos de Garmisch-Partenkirchen 1936 por un total de 40 deportistas que compitieron en 7 deportes.  
El portador de la bandera en la ceremonia de apertura fue el esquiador alpino Adriano Guarnieri. El equipo olímpico italiano no obtuvo ninguna medalla en estos Juegos.